# Entführung von Chowchilla
Die Entführung von Chowchilla war ein Verbrechen, bei dem am 15. Juli 1976 im kalifornischen Chowchilla der Fahrer eines Schulbusses und 26 Kinder im Alter von 5 bis 14 Jahren entführt wurden. Die drei Entführer hielten ihre Opfer in einem Lastwagenanhänger gefangen, den sie in einem Tagebau bei Livermore vergraben hatten. Ziel der Entführung war die Erpressung von Lösegeld. Nach 16 Stunden unter der Erde konnten sich die Opfer selbst befreien. Die Täter, der Sohn des Besitzers des Tagebaus und zwei seiner Freunde, wurden zu lebenslangen Freiheitsstrafen verurteilt.

## Tathergang
Am Donnerstag, dem 15. Juli 1976 gegen 16:00 Uhr fuhr der Schulbusfahrer Frank Edward Ray 26 Schüler der Dairyland-Grundschule von einem Ausflug zum Schwimmbad zurück nach Hause, als ein Lieferwagen die Straße vor dem Bus blockierte. Ray stoppte den Bus, der daraufhin von drei bewaffneten und maskierten Männern entführt wurde. Einer der Männer richtete eine Waffe auf Ray, während ein anderer den Bus fuhr und der dritte ihnen im Lieferwagen folgte.
Die Entführer versteckten den Bus im trockenen Flussbett des Berenda Slough, eines flachen Seitenarms des Chowchilla River, wo bereits ein zweiter Van abgestellt worden war. Bei beiden Fahrzeugen der Täter waren die rückseitigen Fenster schwarz lackiert und die Innenräume verstärkt. Unter vorgehaltener Waffe wurden die Opfer in die beiden Lieferwagen getrieben und dann 11 Stunden lang herumgefahren, bevor sie schließlich in einen Steinbruch bei Livermore gebracht wurden. Dort zwangen die Entführer sie, über eine Leiter in einen dort vergrabenen Lkw-Anhänger hinabzusteigen, den sie mit einigen Lebensmitteln, Wasser und Matratzen ausgestattet hatten.
Die eingeschlossenen Entführungsopfer stapelten schließlich die Matratzen so aufeinander, dass einige von ihnen die Öffnung im Dach des Fahrzeugs erreichen konnten. Diese war durch eine Stahlplatte versperrt, die zusätzlich mit zwei Industriebatterien beschwert worden war. Darüber war eine große Holzkiste platziert. Nach mehreren Stunden gelang es Ray und einem der älteren Schüler, die Platte mit einem Stück Holz zu verkeilen und die Batterien zu bewegen. Im Anschluss gruben sie mit ihren Händen einen Fluchtweg durch das von den Entführern auf dem Dach des Anhängers und über der Kiste verteilte Erdreich. Sechzehn Stunden, nachdem sie in dem vergrabenen Fahrzeug eingesperrt worden waren, konnte sich die Gruppe befreien.
Erst fünf Monate nach der Entführung wurden die Kinder wegen ihres Traumas psychologisch untersucht.

## Festnahmen und Verurteilungen
Der 24-jährige Frederick Newhall Woods IV, der Sohn des Besitzers des Tagebaus, in dem das Versteck vergraben war, sowie zwei seiner Freunde, die Brüder James und Richard Schoenfeld, bekannten sich nach zweiwöchigen Ermittlungen und Fahndungen der Entführung schuldig. Sie wurden zu lebenslänglichen Haftstrafen verurteilt.
Richard Schoenfeld wurde 2012 aus der Haft entlassen, sein Bruder James im Jahr 2015. Woods stellte wiederholt Anträge auf vorzeitige Haftentlassung. Diese wurden jedoch 17-mal in Folge abgelehnt, bis er schließlich 2022 auf Bewährung freikam.

## Verfilmungen
1993 wurde die Entführung unter dem Titel Schulfahrt ohne Wiederkehr (Originaltitel: They’ve Taken Our Children: The Chowchilla Kidnapping) für das Fernsehen verfilmt. Karl Malden spielte darin seine letzte Filmrolle.